# La Traviata (film, 1983)
Pour les articles homonymes, voir La traviata (homonymie).
Pour plus de détails, voir Fiche technique et Distribution.
La Traviata (La traviata) est un film d'opéra italien de Franco Zeffirelli, basé sur l'opéra éponyme de Giuseppe Verdi et sorti en 1983, avec Teresa Stratas, Placido Domingo et Cornell Macneil dans les rôles principaux.

## Synopsis
Le synopsis du film suit la trame du livret de l'opéra de Giuseppe Verdi. Francesco Maria Piave s'était lui-même inspiré du roman d'Alexandre Dumas fils, La Dame aux camélias.

## Fiche technique
Sauf indication contraire, les informations mentionnées dans cette section peuvent être confirmées par la base de données cinématographiques IMDb,  présente dans la section « Liens externes ».
- Titre original italien : La traviata
- Titre français : La Traviata
- Réalisateur : Franco Zeffirelli
- Musique : Giuseppe Verdi
- Direction musicale : James Levine
- Chorégraphie : Alberto Testa (it)
- Affiche : Philippe Lemoine
- Montage : Peter Taylor

## Distribution
- Teresa Stratas : Violetta Valery
- Plácido Domingo : Alfredo Germont
- Cornell MacNeil : Giorgio Germont
- Allan Monk : Baron Douphol
- Pina Cei : Annina
- Axelle Gall : Flora Bervoix
- Maurizio Barbacini : Gastone
- Renato Cestiè
- Chœur et orchestre du Metropolitan Opera de New York dirigé par James Levine

## Présentation
Le film commence par une vue aérienne de Paris. On entend juste les cloches de Notre-Dame au loin. Pendant l'ouverture, le spectateur assiste aux passages des huissiers, venus prendre tous les biens dans l'appartement parisien de Violetta, vivant en recluse. Un jeune garçon, aidant à débarrasser les meubles, s'arrête en extase devant le portrait de la demi-mondaine, la représentant au temps de sa splendeur.
Puis nous voyons Violetta, très amaigrie et très malade, errer chez elle. Elle s'arrête devant un grand miroir, où elle revoit tout son passé.

## Distinctions
Le film a reçu une nomination pour l'Oscar de la meilleure direction artistique lors de la 55e cérémonie des Oscars.